# 馬卡魯巴倫國家公園
27°45′25″N 87°06′49″E / 27.75694°N 87.11361°E

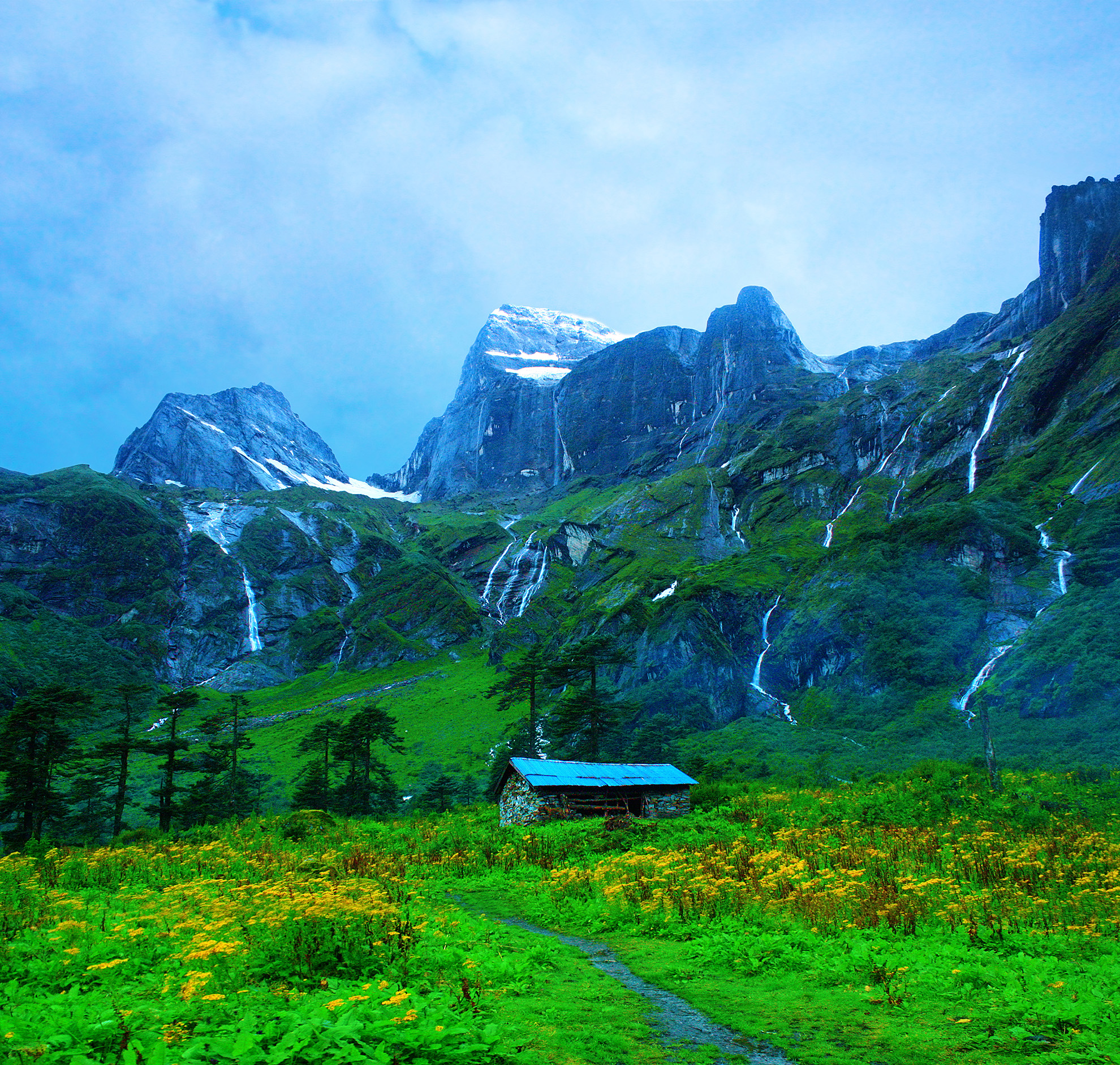

馬卡魯巴倫國家公園是尼泊爾的國家公園，處於喜馬拉雅山脈，成立於1992年，面積1,500平方公里，每年平均降雨量4,000毫米，有43種爬蟲類、16種兩棲類、78種魚類、88種哺乳類動物棲息。